# Somogyi Kálmán
Somogyi Kálmán, született Singer Kálmán (Tab, 1891. szeptember 3. – Budapest, 1964. március 20.) színész, színházigazgató.

## Életútja
Singer Simon kereskedő és Singer Regina fia. Rákosi Szidi színésziskoláját látogatta, azután 1910-ben felvették az Országos Színészegyesület kötelékébe. 1910–11-ben vidéken játszott, majd nemsokára vidéki színigazgató lett. Igazgató volt Győrben (1919–1927), működött még Pápán és Sopronban.
Singer családi nevét 1912-ben változtatta Somogyira. 1929-ben megnyitotta Budapesten a Komédia Orfeumot, amelyet 1938-ig vezetett. 1945 és 1948 között társigazgatója volt a Medgyaszay Színháznak. 1948–49-ben feltűnt a neve a Modern Színház vezetőségében, viszont ekkor nem tudott részt venni a színházi életben. Színpadra lépett még 1958-ban az Állami Déryné Színházban, majd 1959–60-ban a Kis Színpadon.